# بورن (وستفالن)
شهر بورن در ایالت نوردراین-وستفالن در کشور آلمان واقع شده است.